# They Can't All Be Zingers
They Can't All Be Zingers är ett samlingsalbum av trion Primus utgivet 2006. Själva skivfordralet är utformat som ett ostpaket.

## Låtlista
1. "To Defy the Laws of Tradition" - 6:41
2. "John the Fisherman" - 3:37
3. "Too Many Puppies" - 3:58
4. "Jerry Was a Race Car Driver" - 3:12
5. "Those Damned Blue-Collar Tweekers" - 5:17
6. "Tommy the Cat" - 4:15
7. "My Name Is Mud" - 4:45
8. "Mr. Krinkle" - 5:25
9. "DMV" - 4:56
10. "Over the Electric Grapevine" - 6:24
11. "Wynona's Big Brown Beaver" - 4:23
12. "Southbound Pachyderm" - 6:23
13. "Over the Falls" - 2:42
14. "Shake Hands With Beef" (extended version) - 4:24
15. "Coattails of a Dead Man" - 5:18
16. "Mary the Ice Cube" - 4:38